# غرابرن
غرابرن (بالألمانية: Grabern) هي بلدة تقع في منطقة هولابرون في النمسا السفلى.